# ستيف فيشر (دراج)
ستيف فيشر (بالإنجليزية: Steve Fisher)‏ هو دراج أمريكي، ولد في 22 يونيو 1990 في سياتل في الولايات المتحدة.

## وصلات خارجية
- ستيف فيشر على موقع أرشيف الدراجات (الإنجليزية)
- ستيف فيشر على موقع إحصائيات الدراجات الإحترافية (الإنجليزية)
- ستيف فيشر على موقع نسبة الدراجات (الإنجليزية)